# Giuseppe Virgili
Giuseppe Virgili  est un footballeur italien né le 24 juillet 1935 à Udine et mort le 10 juillet 2016 à Florence. Il évoluait au poste d'attaquant.

## Biographie

### En club
Giuseppe Virgili commence sa carrière à l'Udinese Calcio en 1952 et découvre la première division italienne,.
En 1954, il rejoint l'ACF Fiorentina. Il est sacré Champion d'Italie en 1956,. Cette même saison, il s'illustre en inscrivant 21 buts en Serie A.
Lors de la campagne de Coupe des clubs champions en 1956-1957, Giuseppe Virgili dispute quatre matchs. Il marque un but lors d'un huitième de finale contre l'IFK Norrköping. Il joue également la finale : la Fiorentina s'incline contre le Real Madrid 0-2.
En 1958, il est transféré au Torino FC. Il est meilleur buteur de la 2e division italienne en 1960 avec un total de 20 buts inscrits. Dans le même temps, son club remporte le titre de champion de Serie B,.
Giuseppe Virgili rejoint ensuite l'AC Bari en 1960,.
Après deux saisons, il devient joueur de l'AS Livourne en 1962,.
En 1965, il joue au sein de l'AS Tarente. Il raccroche les crampons après la saison 1965-1966,.
Le bilan de sa carrière en championnat s'élève à 304 matchs joués, pour un total de 128 buts marqués.

### En équipe nationale
International italien, il reçoit sept sélections en équipe d'Italie pour deux buts marqués entre 1955 et 1957,.
Il joue son premier match en équipe nationale le 27 novembre 1955 contre la Hongrie (défaite 0-2) lors de la Coupe internationale 1955-1960.
Il inscrit un doublé le 25 avril 1956 contre le Brésil (victoire 3-0 à Milan).
Son dernier match en équipe nationale a lieu le 12 mai 1957 contre la Yougoslavie (défaite 1-6) toujours dans le cadre de la Coupe internationale.

## Palmarès
| ACF Fiorentina \| - Championnat d'Italie (1) : - Champion : 1955-56. - Coupe des clubs champions : - Finaliste : 1956-57. \| \| - Coupe Grasshoppers (1) : - Vainqueur : 1952-57. \| |  | Torino FC - Championnat d'Italie D2 (1) : - Champion : 1959-60. |
| - Championnat d'Italie (1) : - Champion : 1955-56. - Coupe des clubs champions : - Finaliste : 1956-57.                                                                              |  | - Coupe Grasshoppers (1) : - Vainqueur : 1952-57.               |